# Samjin Company English Class
Pour plus de détails, voir Fiche technique et Distribution.
Samjin Company English Class (hangeul : 삼진그룹 영어토익반 ; RR : Samjingeurup Yeongeotoikban ; litt. « Cours TOEIC d'anglais du groupe Samjin ») est une comédie dramatique sud-coréenne réalisée par Lee Jong-pil, sortie en 2020.
Elle totalise 1,5 million d'entrées[réf. nécessaire] au box-office sud-coréen de 2020.

## Synopsis
En 1995, trois employées de la société Samjin ont la possibilité d'être promues si elles obtiennent au moins 600 points au test TOEIC et s'inscrivent donc à des cours d'anglais. Un jour, elles découvrent que leur entreprise est impliquée dans des affaires illégales et commencent à enquêter.

## Fiche technique
Sauf indication contraire ou complémentaire, les informations mentionnées dans cette section peuvent être confirmées par la base de données de KMDb
- Titre original : 삼진그룹 영어토익반
- Titre international : Samjin Company English Class
- Réalisation : Lee Jong-pil
- Scénario : Hong Soo-young et Son Mi[1],[2]
- Musique : Dalparan
- Direction artistique : Bae Jeong-yeon
- Costumes : Yoon Jeong-hee
- Photographie : Park Se-seung
- Son : Choi Tea-yeong
- Montage : Heo Sun-mi et Jo Han-eol
- Production : Park Eun-kyeong
- Société de production : The LAMP
- Société de distribution : Lotte Cultureworks
- Pays de production :  Corée du Sud
- Langue originale : coréen
- Format : couleur
- Genre : Comédie dramatique
- Durée : 110 minutes
- Date de sortie :
  - Corée du Sud : 21 octobre 2020

## Distribution
- Go Ah-seong : Lee Ja-yeong
- Esom (en) : Jeong Yoo-na
- Park Hye-soo : Shim Bo-ram
- Cho Hyeon-cheol : Choi Dong-soo
- Kim Jong-soo (en) : Bong Hyeon-cheol
- Kim Won-hae : Ahn Gi-chang
- Bae Hae-seon : Ban Eun-kyung
- David Lee McInnis : Billy Park
- Baek Hyeon-jin : Oh Tae-young
- Lee Seong-wook : Hong Soo-cheol
- Choi Soo-im : Jo Min-jeong
- Lee Joo-young (en) : Song So-ra
- Tyler Rasch (en) : le professeur d'anglais

## Production
Le tournage commence fin octobre 2019.

## Accueil

### Box-office
Le film domine le box-office sud-coréen durant sa première semaine.

## Distinctions

### Récompenses
- Blue Dragon Film Awards 2021[5] :
  - Meilleure actrice dans un rôle secondaire pour Esom (en)
  - Meilleure direction artistique pour Bae Jeong-yoon
  - Meilleure musique pour Dalparan

- Buil Film Awards 2021 : prix de la popularité pour Esom (en)[6]

- Chunsa Film Art Awards 2021 : meilleur scénario (adaptation) pour Lee Jong-pil[7]

### Nominations
- Blue Dragon Film Awards 2021[5] :
  - Meilleure actrice dans un rôle secondaire pour Park Hye-soo
  - Prix de la technique pour Yoon Jeong-hee (costumes)

- Buil Film Awards 2021[8],[9] :
  - Meilleure actrice pour Go Ah-seong
  - Meilleure actrice dans un second rôle pour Esom (en)
  - Meilleur scénario (adaptation) pour Lee Jong-pil
  - Meilleure musique pour Dalparan
  - Meilleur technique pour Yoon Jeong-hee (costumes)

- Chunsa Film Art Awards 2021[7] :
  - Meilleure réalisation pour Lee Jong-pil
  - Meilleure actrice pour Go Ah-seong
  - Meilleure actrice dans un second rôle pour Esom